# Năm mươi sắc thái (phim)
Fifty Shades of Grey (tiếng Việt: Năm mươi sắc thái) là một bộ phim tình ái lãng mạn Anh-Mỹ năm 2015 được đạo diễn bởi Sam Taylor-Johnson với phần kịch bản được viết bởi Kelly Marcel, dựa trên cuốn tiểu thuyết cùng tên của nữ nhà văn E. L. James, kể về mối quan hệ giữa một doanh nhân tỉ phú giàu có và một cô sinh viên trẻ. Bộ phim có sự góp mặt của Dakota Johnson trong vai Anastasia Steele, một sinh viên đã tốt nghiệp cao đẳng đang bắt đầu một mối quan hệ ác dâm với tỉ phú trẻ Christian Grey (Jamie Dornan). Bộ phim được biên kịch sau thành công lớn của cuốn tiểu thuyết với doanh số 100 triệu bản và được dịch ra 52 thứ tiếng.
Fifty Shades of Grey ra mắt tại Liên hoan phim quốc tế Berlin lần thứ 65 vào ngày 11 tháng 2 năm 2015, và được phát hành rộng rãi tại các rạp chiếu phim vào ngày 13 tháng 2 năm 2015 bởi Universal Pictures. Bộ phim đã ngay lập tức tạo được thành công tại các phòng vé, đồng thời phá vỡ nhiều kỉ lục phòng vé khác nhau và đã thu về tổng cộng hơn 530 triệu USD trên toàn thế giới. Hiện tại đây đang là bộ phim có doanh thu cao thứ 12 trong năm 2015. Phần tiếp theo của bộ phim, Fifty Shades Darker, đã được phát hành vào năm 2017.

## Nội dung
Anastasia "Ana" Steele, 21 tuổi, là sinh viên chuyên ngành văn học Anh tại cơ sở vệ tinh của Đại học Bang Washington gần Vancouver, Washington. Khi bạn cùng phòng của cô, Kate Kavanagh, bị ốm và không thể phỏng vấn Christian Grey, một doanh nhân tỷ phú 27 tuổi, cho tờ báo đại học, Ana đồng ý đến và thế chỗ. Tại trụ sở chính của Christian ở Seattle, cô vấp ngã trong cuộc họp. Christian, người phát biểu khai mạc WSU năm đó, rất quan tâm đến cô ấy; ngay sau đó, anh đến thăm cửa hàng đồ gia dụng nơi Ana làm việc, và đề nghị thực hiện một buổi chụp ảnh kèm theo bài báo mà cô đã phỏng vấn anh.
Christian mời Ana đi uống cà phê, nhưng đột ngột rời đi sau khi cô thú nhận là một người lãng mạn, nói rằng anh không phải là người đàn ông dành cho cô. Sau đó, anh ấy gửi cho cô ấy bản sao ấn bản đầu tiên của hai cuốn tiểu thuyết của Thomas Hardy, bao gồm Tess of the d'Urbervilles, như một món quà, với một trích dẫn từ cuốn sách thứ hai về sự nguy hiểm của các mối quan hệ, trên một tấm thiệp kèm theo.
Ana và bạn bè tổ chức lễ tốt nghiệp tại một quán bar địa phương. Sau khi uống quá chén, cô ấy tự nhiên gọi điện cho Christian, nói rằng cô ấy đang trả sách và mắng mỏ hành vi của anh ấy đối với cô ấy. Anh ta đến quán bar để tìm cô ấy, và cô ấy sau đó đã ngất đi. Ana thức dậy vào sáng hôm sau trong phòng khách sạn của Christian, nhẹ nhõm vì họ không làm gì quá giới hạn.
Ana và Christian bắt đầu gặp nhau, mặc dù anh ta khăng khăng rằng cô ấy ký một thỏa thuận không tiết lộ, ngăn cản cô ấy tiết lộ chi tiết về sự chung thủy của họ. Anh ta giải thích rằng anh ta có mối quan hệ ràng buộc, nhưng chỉ được xác định rõ ràng trong hợp đồng giữa những người tham gia. Ana tiết lộ rằng cô ấy là một trinh nữ. Trong khi xem xét thỏa thuận và thương lượng các điều khoản của riêng mình, và sau khi ghé thăm "phòng chơi" của anh ta, một căn phòng chứa nhiều đồ chơi BDSM, đồ đạc và thiết bị bạo dâm, cô và Christian đã quan hệ tình dục (Ana mất trinh). Cô ấy cũng gặp mẹ của anh ấy. Ana hỏi Christian có bao nhiêu cô gái đã sống trong nhà anh ấy khi anh đưa cô ấy về nhà.
Christian tặng một loạt quà tặng và ưu ái cho Ana, bao gồm một chiếc ô tô mới và một máy tính xách tay. Sau khi cô và Kate chuyển đến Seattle, cô vẫn tiếp tục gặp anh. Trong bữa tối tại nhà của cha mẹ Christian, Ana đột nhiên nói rằng cô ấy sẽ rời đi vào ngày hôm sau để thăm mẹ cô ở Georgia. Sau đó, Christian trở nên thất vọng khi cô ấy nói rằng cô ấy muốn nhiều hơn mối quan hệ đơn phương mà anh ấy đề xuất. Cô ấy bị sốc khi Christian xuất hiện ở Georgia; anh ta đưa cô ấy đi tàu lượn nhưng rời đi ngay sau đó để đến cuộc họp khẩn cấp ở Seattle.
Sau khi trở về nhà, Ana tiếp tục gặp Christian, người muốn thử nghiệm tình dục thêm. Ban đầu cô đồng ý, nhưng anh vẫn xa cách về mặt tình cảm, khiến cô khó chịu. Trong khi vẫn đang xem xét hợp đồng, và trong nỗ lực để hiểu về tâm lý của Christian, Ana yêu cầu anh ta chứng minh rằng anh ta sẽ "trừng phạt" cô như thế nào vì đã vi phạm quy tắc. Anh dùng thắt lưng quất vào mông cô. Thất vọng và chán ghét, Ana chia tay với Christian, kết luận rằng anh đã sai đối với cô và những cách làm của anh là lệch lạc và quá đáng.

## Diễn viên
- Dakota Johnson trong vai Anastasia "Ana" Steele
- Jamie Dornan trong vai Christian Grey
- Eloise Mumford trong vai Katherine "Kate" Kavanagh,[7] bạn thân và cũng là bạn cùng phòng của Anastasia
- Jennifer Ehle trong vai Carla Wilks,[8] mẹ của Anastasia
- Marcia Gay Harden trong vai Grace Trevelyan Grey,[9] mẹ nuôi của Christian
- Victor Rasuk trong vai Jose Rodriguez,[10] bạn của Anastasia
- Luke Grimes trong vai Elliot Grey,[11] anh trai nuôi của Christian
- Rita Ora trong vai Mia Grey,[12] em gái nuôi của Christian
- Max Martini trong vai Jason Taylor,[13] vệ sĩ của Christian
- Callum Keith Rennie trong vai Ray Steele [14]
- Andrew Airlie trong vai Carrick Grey, cha nuôi của Christian
- Dylan Neal trong vai Bob Adams,[15] cha của Anastasia
- Anthony Konechny trong vai Paul Clayton
- Emily Fonda trong vai Martina
- Rachel Skarsten trong vai Andrea,[16] trợ lý của Christian

## Sản xuất
Tới đầu năm 2013, nhiều xưởng phim Hollywood đã mua được bản quyền phim cho bộ ba cuốn tiểu thuyết bán chạy của tờ New York Times, Fifty Shades. Warner Bros., Sony, Paramount, Universal và công ty sản xuất của Mark Wahlberg đã được công bố quyền sở hữu bộ phim này. Universal Pictures và Focus Features đã có được bản quyền cho bộ phim từ tháng 3 năm 2012. Nữ nhà văn James cũng tham gia kiểm soát quá trình sáng tạo của bộ phim. James lựa chọn nhà sản xuất của The Social Network, Michael De Luca và Dana Brunetti để thực hiện công việc sản xuất cho bộ phim. Dù nhà biên kịch cho American Psycho, Bret Easton Ellis đã công khai bày tỏ mong muốn được viết phần kịch bản cho bộ phim, Kelly Marcel, người đã biên kịch cho Saving Mr. Banks, lại được thuê vào vị trí này. Patrick Marber được giới thiệu bởi Taylor-Wood cho công việc chỉnh sửa kịch bản. Universal thuê Mark Bomback cho công việc biên tập kịch bản. Mark Bridges là nhà thiết kế trang phục cho bộ phim. Entertainment Weekly ước lượng kinh phí thực hiện bộ phim vào khoảng 40 triệu USD.

### Đạo diễn
Tới ngày 9 tháng 5 năm 2013, xưởng phim đã suy nghĩ tới việc cho Joe Wright đảm nhận công việc đạo diễn, nhưng do lịch làm việc, anh không thể đảm nhận công việc này. Các đạo diễn khác nằm trong danh sách lựa chọn bao gồm Patty Jenkins, Bill Condon, Bennett Miller, và Steven Soderbergh. Tháng 6, 2013, E. L. James công bố Sam Taylor-Johnson sẽ là nhà đạo diễn chính thức cho bộ phim chuyển thể. 9½ Weeks, Last Tango in Paris và Blue Is the Warmest Color đều là nguồn cảm hứng giúp Taylor-Johnson thực hiện bộ phim.

### Quay phim
Vào tháng 9, công việc quay phim được dự kiến sẽ bắt đầu vào ngày 5 tháng 11 năm 2013 tại Vancouver, British Columbia. Tháng kế tiếp đó, nhà sản xuất Michael De Luca thông báo việc quay phim sẽ được thực hiện bắt đầu từ ngày 13 tháng 11 năm 2013.
Việc quay phim cuối cùng lại bị trì hoãn thêm một lần nữa và cuối cùng được bắt đầu vào ngày 1 tháng 12 năm 2013. Các cảnh quay chủ yếu được thực hiện tại Gastown, Vancouver. Tòa Bentall 5 được trưng dụng làm tòa nhà Grey Enterprises. Trường Đại học British Columbia được chọn làm Washington State University Vancouver, nơi Ana tốt nghiệp. Trong khi đó khách sạn Fairmont Hotel Vancouver được chọn để mô tả khách sạn Heathman ở trong tiểu thuyết.
Bộ phim ngoài ra cũng được quay tại North Shore Studios. Công việc sản xuất của bộ phim chính thức kết thúc vào ngày 21 tháng 2 năm 2014. Một số cảnh cần quay lại giữa Dornan và Johnson diễn ra tại Vancouver vào tuần lễ ngày 13 tháng 10 năm 2014.

## Âm nhạc
James phát biểu rằng phần nhạc của bộ phim sẽ được phát hành vào ngày 10 tháng 2 năm 2015. Đĩa đơn đầu tiên, "Earned It", trình bày bởi The Weeknd, được phát hành vào ngày 24 tháng 12 năm 2014. Ngày 7 tháng 1 năm 2015, đĩa đơn thứ hai, "Love Me Like You Do" của Ellie Goulding, được phát hành, sau đó đĩa đã lọt vào top 3 của bảng xếp hạng Billboard Hot 100, và trở thành một bản hit của phần nhạc phim. Tới đầu tháng 3 năm 2015, album nhạc phim đã đạt tới doanh số 451,000 bản tại Mỹ.

## Phát hành
Tháng 2, 2013, chủ tịch của Universal, Adam Fogelson nói rằng bộ phim "sẽ sẵn sàng phát hành... sớm nhất là vào mùa hè kế tiếp." Hãng phim ban đầu thông báo ngày phát hành bộ phim là 1 tháng 8 năm 2014. Tuy nhiên vào tháng 11 năm 2013, lịch chiếu phim bị đẩy lùi xuống ngày 13 tháng 2 năm 2015, vào thời điển có ngày Valentine. Fifty Shades of Grey ban đầu được công chiếu tại Liên hoan phim quốc tế Berlin lần thứ 65 vào ngày 11 tháng 2 năm 2015. Bộ phim cũng được phát hành trên 75 rạp chiếu phim IMAX xuyên suốt nước Mỹ vào ngày 13 tháng 2 năm 2015.